# Tage Johansson (politiker)
För andra betydelser, se Tage Johansson.
Nils Tage Johansson, född 24 januari 1921 i Habo församling i dåvarande Skaraborgs län, död 17 augusti 2008 i Jönköping, var en svensk politiker (socialdemokrat). 
Johansson engagerade sig tidigt i den lokala SSU-klubben som han tillsammans med andra eldsjälar fick att växa. Johansson blev arbetsförmedlare och arbetade även som sådan under ledighet från riksdagsuppdraget. Han var också ordförande i ABF Jönköping och ordförande i Jönköpings Länsmuseum.

Johansson var ledamot av riksdagens första kammare 1958-1970, invald i Jönköpings läns valkrets. Johansson blev då bänkkamrat med Olof Palme, som valdes in för socialdemokraterna på Jönköpingsbänken samma år. Johansson lämnade riksdagen 1979, han hade då bland annat varit ledamot i utrikes- och skatteutskotten. Johansson betecknades i den socialdemokratiska riksdagsgruppen som en sann folkrörelseman. Johanssons goda omdöme beskrivs bland annat av före detta partiledaren Ingvar Carlsson i en av dennes böcker: 
| ”                                                  | Tage Johansson var under sina år som riksdagsledamot måhända inte de stora ordens man, men en av de klokare | „ |
| – "Ur skuggan av Olof Palme", Ingvar Carlsson 1999 | |   |

Tage Johannson gifte sig vid 40 års ålder med Gunnel Alge (avliden 2021). De fick tillsammans dottern Karin Johansson.